# می‌یوآی
می‌یوآی (به انگلیسی: MIUI) (تلفظ به صورت MEE-yoo-EYE ) نام ثابت افزار (Firmware) مخصوص تلفن‌های همراه است که توسط شرکت شیائومی بر پایه سیستم‌عامل منبع‌باز اندروید توسعه داده شده‌است. شرکت شیائومی همزمان با مراسم معرفی گوشی های پرچم دار سری ۱۴ خود در سال ۲۰۲۳ میلادی اعلام کرد که قرار است از سال آینده سیستم عامل خود را تغییر دهد. نام سیستم عامل جدید شیائومی هایپر او‌اس (به انگلیسی: Hyper OS)نام دارد و قرار است جایگزین می‌یوآی شود.
خصیصه این سفت افزارها رابط کاربری به شدت تغییر یافته آن است، به طوری که App Drawer اندروید را کنار گذاشته و شباهت بسیار زیادی با رابط کاربری آی‌اواس شرکت اپل و رابط کاربری تاچ‌ویز شرکت سامسونگ دارد. این کاستوم رام‌ها (Custom ROM) شامل عملکردهای اضافه‌ای هستند که در رام‌های اصلی اندروید یافت نمی‌شود، شامل نرم‌افزارهای جدید و اختصاصی پخش موزیک، گالری، ضبط تماس، رابط کاربر دوربین و شماره‌گیر اصلاح شده که با نوشتن هر عدد مخاطبینی که شماره آن‌ها با شماره وارد شده نزدیک است را نمایش می‌دهد.

## تاریخچه
شیائومی در آوریل ۲۰۱۰ توسط مدیرعامل سابق کینگ‌سافت، لی جون، به عنوان یک شرکت نرم‌افزاری ایجاد یک ROM سفارشی جدید بر اساس اندروید گوگل تأسیس شد. هدف آنها فراهم کردن قابلیت‌های دیگری بود که اندروید هنوز ارائه نکرده‌است و رابط کاربری آسان. MIUI , ROM که تیم ایجاد کرد، به یک موفقیت بزرگ تبدیل شد و به بسیاری از دستگاه‌ها منتقل شده‌است. از سال 2014 MIUI را می‌توان در بیش از ۲۰۰ دستگاه به دو زبان انگلیسی و چینی بارگیری و نصب کرد، حتی غیر توسعه دهنده‌ها نیز می‌توانند به راحتی MIUI را با استفاده از MIUI Express APK بر روی تلفن‌های خود نصب کنند. از اواخر سال ۲۰۱۳ شیائومی بیش از ۳۰ میلیون کاربر MIUI در سراسر جهان داشت! برای چنین شرکت جوان بسیار چشمگیر است!

## نام
نام می‌یوآی از ۲ بخش می (MI) و یوآی (UI) تشکیل شده‌است. قسمت دوم آن یعنی یوآی سرواژه‌ای برای عبارت رابط کاربری (User Interface) است. به گفته لی جون، مدیر عامل شرکت شیائومی، قسمت اول آن یعنی می سرواژه‌ای برای عبارت اینترنت موبایل (Mobile Internet) و مأموریت غیرممکن (Mission Impossible) است.

## انتقادها
هستهٔ می‌یوآی در گذشته به صورت منبع‌بسته منتشر می‌شد و در نتیجه با پروانهٔ جی‌پی‌ال هستهٔ لینوکس در تناقض بود.بر اثر انتقاداتی که به این مسئله شد، کد منبع گوشی‌های شیائومی ام‌آی۲ و ام‌آی۲ای در ۲۵ اکتبر سال ۲۰۱۳ میلادی بر روی وب‌سایت گیت‌هاب منتشر شدند. همچنین نارضایتی هایی از سوی کاربران مبنی بر کند بودن و باگ های نرم‌افزاری زیاد به وجود آمده بود که با آپدیت HyperOS بسیاری از آنها رفع شدند.